# Oscarverleihung 2005
Übersicht aller ausgezeichneten Filme

◄◄ | ◄ | 2001 | 2002 | 2003 | 2004 | Oscarverleihung 2005 | 2006 | 2007 | 2008 | 2009 | ► | ►►

Weitere Ereignisse

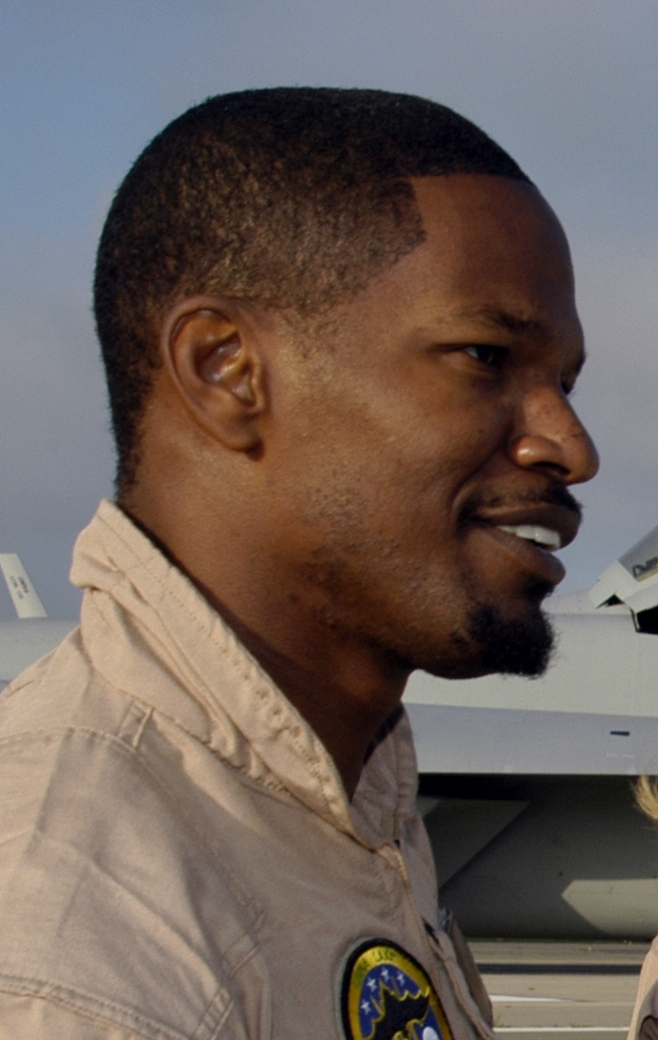
Ausgezeichnet als Bester Hauptdarsteller: Jamie Foxx für Ray.

Die Oscarverleihung 2005 fand am 27. Februar 2005 im Kodak Theatre in Los Angeles statt. Es waren die 77th Annual Academy Awards. Im Jahr der Auszeichnung werden immer Filme des vergangenen Jahres ausgezeichnet, in diesem Fall also die Filme des Jahres 2004.
Erfolgreichster Film des Abends in absoluten Zahlen der verliehenen Trophäen wurde das Biopic Aviator, das in fünf Kategorien erfolgreich war und dabei insbesondere in vier Technikbereichen ausgezeichnet wurde (Bestes Szenenbild, Beste Kamera, Beste Kostüme, Bester Schnitt). Vier Oscars erhielt der Film Million Dollar Baby und konnte dabei mit drei Auszeichnungen in Big-Five-Kategorien (Bester Film, Beste Regie, Beste Hauptdarstellerin) punkten. Jeweils zwei Oscars erhielten Ray (Bester Hauptdarsteller, Bester Ton) und Die Unglaublichen – The Incredibles (Bester animierter Spielfilm, Bester Tonschnitt).
| Film                                       | N  | A |
| ------------------------------------------ | -- | - |
| Aviator                                    | 11 | 5 |
| Million Dollar Baby                        | 7  | 4 |
| Wenn Träume fliegen lernen                 | 7  | 1 |
| Ray                                        | 6  | 2 |
| Sideways                                   | 5  | 1 |
| Lemony Snicket – Rätselhafte Ereignisse    | 4  | 1 |
| Die Unglaublichen – The Incredibles        | 4  | 2 |
| Hotel Ruanda                               | 3  | 0 |
| Die Passion Christi                        | 3  | 0 |
| Das Phantom der Oper                       | 3  | 0 |
| Der Polarexpress                           | 3  | 0 |
| Spider-Man 2                               | 3  | 1 |
| Vera Drake                                 | 3  | 0 |
| Collateral                                 | 2  | 0 |
| Harry Potter und der Gefangene von Askaban | 2  | 0 |
| Hautnah                                    | 2  | 0 |
| Die Kinder des Monsieur Mathieu            | 2  | 0 |
| Das Meer in mir                            | 2  | 1 |
| Mathilde – Eine große Liebe                | 2  | 0 |
| Die Reise des jungen Che                   | 2  | 1 |
| Shrek 2 – Der tollkühne Held kehrt zurück  | 2  | 0 |
| Vergiss mein nicht!                        | 2  | 1 |

## Moderation
Chris Rock führte zum ersten Mal als Moderator durch die Oscarverleihung. Die Präsentatoren der Kandidaten sind bei den jeweiligen Kategorien weiter unten aufgeführt. Zusätzlich traten der Präsident der Academy of Motion Picture Arts and Sciences Frank Pierson auf, sowie Annette Bening, die den Film zur Erinnerung an kürzlich verstorbene Academy-Mitglieder und Filmschaffende ankündigte.

## Live-Performances
Die Kandidaten für den besten Original Song wurden jeweils angekündigt von Drew Barrymore, Mike Myers, Emmy Rossum, Salma Hayek bzw. Sean „P. Diddy“ Combs:
- Beyoncé & The American Boyschoir: Look to Your Path aus „Die Kinder des Monsieur Mathieu“
- Counting Crows: Accidentally in Love aus „Shrek 2“
- Beyoncé: Learn to Be Lonely aus „Das Phantom der Oper“ mit Andrew Lloyd Webber am Klavier.
- Antonio Banderas & Carlos Santana: Al Otro Lado Del Rio aus „Die Reise des jungen Che“
- Beyoncé & Josh Groban: Believe aus „Der Polarexpress“

## Gewinner und Nominierungen

### Bester Film
präsentiert von Barbra Streisand und Dustin Hoffman
Million Dollar Baby – Clint Eastwood, Tom Rosenberg, Albert S. Ruddy
Aviator (The Aviator) – Graham King, Michael Mann
Ray – Howard Baldwin, Stuart Benjamin, Taylor Hackford
Sideways – Michael London
Wenn Träume fliegen lernen (Finding Neverland) – Nellie Bellflower, Richard N. Gladstein

### Beste Regie
präsentiert von Julia Roberts
Clint Eastwood – Million Dollar Baby
Taylor Hackford – Ray
Mike Leigh – Vera Drake
Alexander Payne – Sideways
Martin Scorsese – Aviator (The Aviator)

### Bester Hauptdarsteller
präsentiert von Charlize Theron
Jamie Foxx – Ray
Don Cheadle – Hotel Ruanda (Hotel Rwanda)
Johnny Depp – Wenn Träume fliegen lernen (Finding Neverland)
Leonardo DiCaprio – Aviator (The Aviator)
Clint Eastwood – Million Dollar Baby

### Beste Hauptdarstellerin
präsentiert von Sean Penn
Hilary Swank – Million Dollar Baby
Annette Bening – Being Julia
Catalina Sandino Moreno – Maria voll der Gnade (Maria, llena eres de gracia)
Imelda Staunton – Vera Drake
Kate Winslet – Vergiss mein nicht! (Eternal Sunshine of the Spotless Mind)

### Bester Nebendarsteller
präsentiert von Renée Zellweger
Morgan Freeman – Million Dollar Baby
Alan Alda – Aviator (The Aviator)
Thomas Haden Church – Sideways
Jamie Foxx – Collateral
Clive Owen – Hautnah (Closer)

### Beste Nebendarstellerin
präsentiert von Tim Robbins
Cate Blanchett – Aviator (The Aviator)
Laura Linney – Kinsey – Die Wahrheit über Sex (Kinsey)
Virginia Madsen – Sideways
Sophie Okonedo – Hotel Ruanda (Hotel Rwanda)
Natalie Portman – Hautnah (Closer)

### Bestes Originaldrehbuch
präsentiert von Samuel L. Jackson
Pierre Bismuth, Michel Gondry, Charlie Kaufman – Vergiss mein nicht! (Eternal Sunshine of the Spotless Mind)
Brad Bird – Die Unglaublichen – The Incredibles (The Incredibles)
Terry George, Keir Pearson – Hotel Ruanda (Hotel Rwanda)
Mike Leigh – Vera Drake
John Logan – Aviator (The Aviator)

### Bestes adaptiertes Drehbuch
präsentiert von Adam Sandler
Alexander Payne, Jim Taylor – Sideways
Julie Delpy, Ethan Hawke, Kim Krizan, Richard Linklater – Before Sunset
Paul Haggis – Million Dollar Baby
David Magee – Wenn Träume fliegen lernen (Finding Neverland)
José Rivera – Die Reise des jungen Che (Diarios de motocicleta)

### Beste Kamera
präsentiert von Kate Winslet
Robert Richardson – Aviator (The Aviator)
Bruno Delbonnel – Mathilde – Eine große Liebe (Un long dimanche de fiançailles)
Caleb Deschanel – Die Passion Christi (The Passion of the Christ)
John Mathieson – Das Phantom der Oper (The Phantom of the Opera)
Zhao Xiaoding – House of Flying Daggers (Shí Miàn Mái Fú)

### Bestes Szenenbild
präsentiert von Halle Berry
Dante Ferretti, Francesca Lo Schiavo – Aviator (The Aviator)
Celia Bobak, Anthony Pratt – Das Phantom der Oper (The Phantom of the Opera)
Aline Bonetto – Mathilde – Eine große Liebe (Un long dimanche de fiançailles)
Cheryl Carasik, Rick Heinrichs – Lemony Snicket – Rätselhafte Ereignisse (Lemony Snicket's A Series of Unfortunate Events)
Trisha Edwards, Gemma Jackson – Wenn Träume fliegen lernen (Finding Neverland)

### Bestes Kostümdesign
präsentiert von Pierce Brosnan und Edna Mode (Figur aus Die Unglaublichen)
Sandy Powell – Aviator (The Aviator)
Colleen Atwood – Lemony Snicket – Rätselhafte Ereignisse (Lemony Snicket's A Series of Unfortunate Events)
Alexandra Byrne – Wenn Träume fliegen lernen (Finding Neverland)
Sharen Davis – Ray
Bob Ringwood – Troja (Troy)

### Bestes Make-up
präsentiert von Cate Blanchett
Bill Corso, Valli O’Reilly – Lemony Snicket – Rätselhafte Ereignisse (Lemony Snicket's A Series of Unfortunate Events)
Jo Allen, Manolo García – Das Meer in mir (Mar adentro)
Christien Tinsley, Keith VanderLaan – Die Passion Christi (The Passion of the Christ)

### Beste Filmmusik
präsentiert von John Travolta
Jan A. P. Kaczmarek – Wenn Träume fliegen lernen (Finding Neverland)
John Debney – Die Passion Christi (The Passion of the Christ)
James Newton Howard – The Village – Das Dorf (The Village)
Thomas Newman – Lemony Snicket – Rätselhafte Ereignisse (Lemony Snicket's A Series of Unfortunate Events)
John Williams – Harry Potter und der Gefangene von Askaban (Harry Potter and the Prisoner of Azkaban)

### Bester Song
präsentiert von Prince
„Al otro lado del río“ aus Die Reise des jungen Che (Diarios de motocicleta) – Jorge Drexler
„Accidentally in Love“ aus Shrek 2 – Der tollkühne Held kehrt zurück (Shrek 2) – Jim Bogios, David Bryson, Adam Duritz, Charles Gillingham, David Immerglück, Matthew Malley, Dan Vickrey
„Believe“ aus Der Polarexpress (The Polar Express) – Glen Ballard, Alan Silvestri
„Learn to Be Lonely“ aus Das Phantom der Oper (The Phantom of the Opera) – Charles Hart, Andrew Lloyd Webber
„Vois sur ton chemin“ aus Die Kinder des Monsieur Mathieu (Les choristes) – Christophe Barratier, Bruno Coulais

### Bester Schnitt
präsentiert von Kirsten Dunst und Orlando Bloom
Thelma Schoonmaker – Aviator (The Aviator)
Matt Chessé – Wenn Träume fliegen lernen (Finding Neverland)
Joel Cox – Million Dollar Baby
Paul Hirsch – Ray
Jim Miller, Paul Rubell – Collateral

### Beste Tonmischung
präsentiert von Penélope Cruz und Salma Hayek
Bob Beemer, Steve Cantamessa, Scott Millan, Greg Orloff – Ray
Tom Fleischman, Petur Hliddal – Aviator (The Aviator)
Joseph Geisinger, Jeffrey J. Haboush, Kevin O’Connell, Greg P. Russell – Spider-Man 2
Tom Johnson, William B. Kaplan, Dennis S. Sands, Randy Thom – Der Polarexpress (The Polar Express)
Doc Kane, Gary A. Rizzo, Randy Thom – Die Unglaublichen – The Incredibles (The Incredibles)

### Bester Tonschnitt
präsentiert von Penélope Cruz und Salma Hayek
Michael Silvers, Randy Thom – Die Unglaublichen – The Incredibles (The Incredibles)
Dennis Leonard, Randy Thom – Der Polarexpress (The Polar Express)
Paul Ottosson – Spider-Man 2

### Beste visuelle Effekte
präsentiert von Zhang Ziyi und Jake Gyllenhaal
John Dykstra, John Frazier, Anthony LaMolinara, Scott Stokdyk – Spider-Man 2
Tim Burke, Bill George, Roger Guyett, John Richardson – Harry Potter und der Gefangene von Askaban (Harry Potter and the Prisoner of Azkaban)
Andrew R. Jones, Joe Letteri, Erik Nash, John Nelson – I, Robot

### Bester Animationsfilm
präsentiert von Robin Williams
Die Unglaublichen – The Incredibles (The Incredibles) – Brad Bird
Große Haie – Kleine Fische (Shark Tale) – Bill Damaschke
Shrek 2 – Der tollkühne Held kehrt zurück (Shrek 2) – Andrew Adamson

### Bester Dokumentarfilm (Langform)
präsentiert von Leonardo DiCaprio
Im Bordell geboren – Kinder im Rotlichtviertel von Kalkutta (Born Into Brothels: Calcutta's Red Light Kids) – Zana Briski, Ross Kauffman
Die Geschichte vom weinenden Kamel (The Story of the Weeping Camel) – Byambasuren Davaa, Luigi Falorni
Super Size Me – Morgan Spurlock
Tupac: Resurrection – Karolyn Ali, Lauren Lazin
Twist of Faith – Kirby Dick, Eddie Schmidt

### Bester Dokumentarfilm (Kurzfilm)
präsentiert von Natalie Portman
Mighty Times: The Children’s March – Robert Houston, Robert Hudson
Autism Is a World – Gerardine Wurzburg
The Children of Leningradsky – Andrzej Celiński, Hanna Polak
Hardwood – Hubert Davis, Erin Faith Young
Sister Rose’s Passion – Oren Jacoby, Steve Kalafer

### Bester Fremdsprachiger Film
präsentiert von Gwyneth Paltrow
Das Meer in mir (Mar adentro), Spanien – Alejandro Amenábar
Eine Frau namens Yesterday (Yesterday), Südafrika – Darrell Roodt
Die Kinder des Monsieur Mathieu (Les choristes), Frankreich – Christophe Barratier
Der Untergang, Deutschland – Oliver Hirschbiegel
Wie im Himmel (Så som i himmelen), Schweden – Kay Pollak

### Bester Kurzfilm (Animiert)
präsentiert von Laura Linney
Ryan – Chris Landreth
Birthday Boy – Andrew Gregory, Sejong Park
Gopher Broke – Jeff Fowler, Tim Miller
Guard Dog – Bill Plympton
Lorenzo – Baker Bloodworth, Mike Gabriel

### Bester Kurzfilm (Live Action)
präsentiert von Jeremy Irons
Wespen (Wasp) – Andrea Arnold
Everything in This Country Must – Gary McKendry
Little Terrorist – Ashvin Kumar
7:35 de la mañana – Nacho Vigalondo
Two Cars, One Night – Ainsley Gardiner, Taika Waititi

## Ehren-Oscars

### Honorary Award
präsentiert von Al Pacino
- Sidney Lumet

### Jean Hersholt Humanitarian Award
präsentiert von Martin Scorsese
- Roger Mayer

### Academy Award of Commendation
präsentiert von Scarlett Johansson
- Arthur Widmer